# Lathyrus belinensis
Espèce
Statut de conservation UICN

 CR A3c; B1ab(i,ii,iii,v)+2ab(i,ii,iii,v) : 
En danger critique
Lathyrus belinensis est une espèce de plantes à fleurs de la famille des Fabaceae. C'est une plante herbacée annuelle grimpante endémique des environs du village de Belin en Turquie et, en danger extrême d'extinction, fait partie de la liste des 100 espèces les plus menacées au monde établie par l'UICN en 2012.